# Nancy Travis

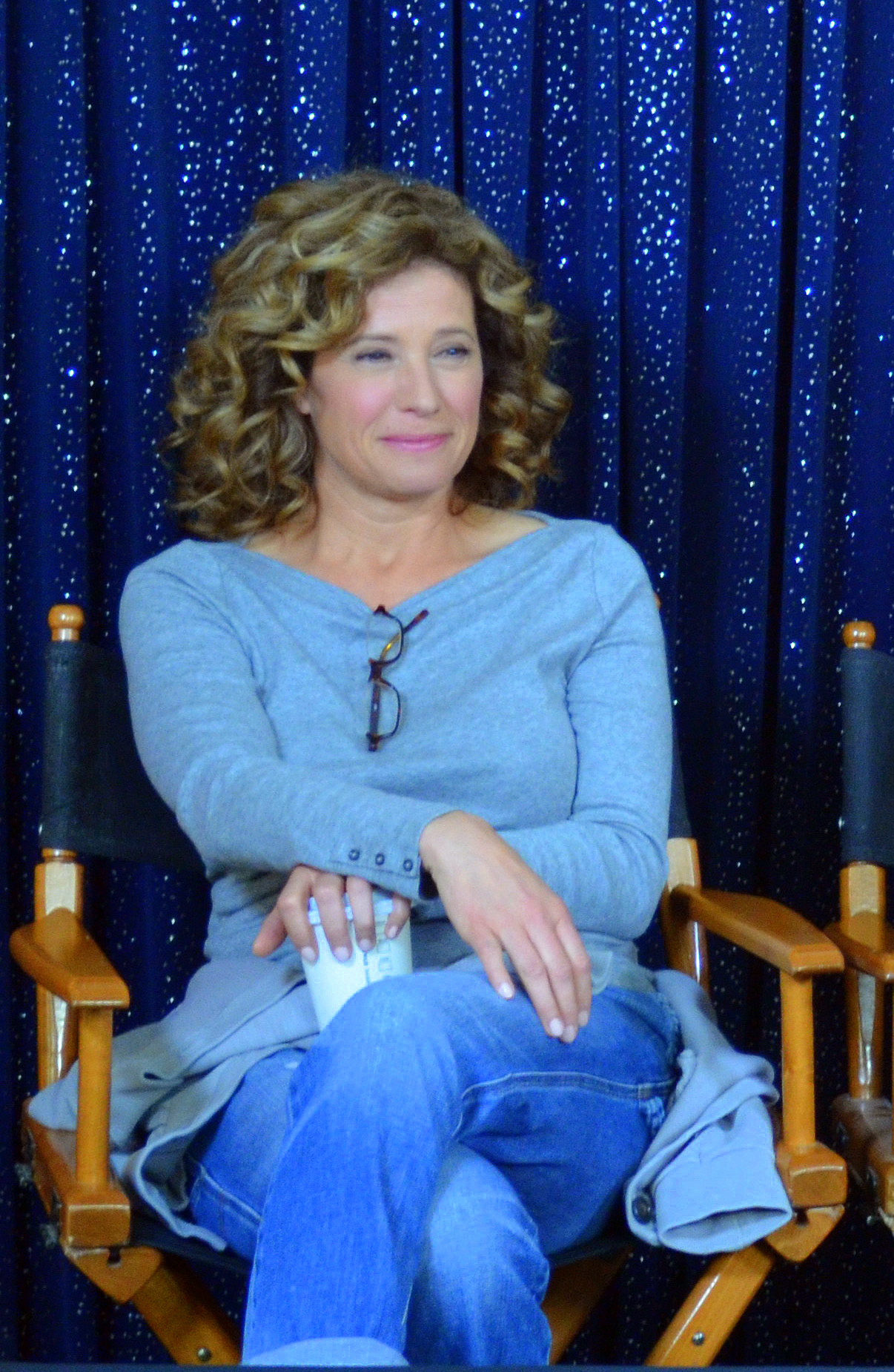
Nancy Travis (2012)

Nancy Ann Travis (* 21. September 1961 in New York City) ist eine US-amerikanische Schauspielerin.

## Leben
Travis lebte zeitweise in Baltimore und Boston, dann studierte sie Dramaturgie an der New York University. Ihre erste Anstellung bekam sie am American Jewish Theater in New York City.
Travis spielte im Film Air America (1990) neben Mel Gibson, im Film Liebling, hältst Du mal die Axt? (1993) neben Mike Myers. In den Jahren 2002 bis 2004 spielte sie in der Fernsehserie Becker eine Hauptrolle.
Travis ist seit 1994 mit dem Filmproduzenten Robert N. Fried verheiratet und hat zwei Kinder (* 1998, * 2001).
2008 wurde sie für den Prism Award in der Kategorie „Performance in a TV Movie or Miniseries“ für ihre Rolle in The Party Never Stops: Diary of a Binge Drinker nominiert.
Von 2011 bis 2021 war Travis in der Sitcom Last Man Standing als Vanessa Baxter, die Frau von Tim Allen, zu sehen.

## Filmografie (Auswahl)
- 1986: Spenser (Spenser: For Hire, Fernsehserie, Folge 2x10)
- 1986: Rebell der Wüste (Harem, The Loss of Innocense)
- 1987: Noch drei Männer, noch ein Baby (Three Man and a Baby)
- 1988: Die Mafiosi-Braut (Married to the Mob)
- 1990: Internal Affairs – Trau’ ihm, er ist ein Cop (Internal Affairs)
- 1990: Drei Männer und eine kleine Lady (3 Men and a Little Lady)
- 1990: Der Harte und der Zarte (Loose Cannons)
- 1990: Air America
- 1992: Chaplin
- 1993: Liebling, hältst Du mal die Axt? (So I Married an Axe Murderer)
- 1993: Spurlos (The Vanishing)
- 1994: Greedy
- 1995: Fluke
- 1995: Destiny – Turns on the Radio
- 1995: Body Language
- 1995: Lieberman in Love (Kurzfilm)
- 1996: Bogus
- 2000: Unter falschem Namen (Beyond Suspicion)
- 2000: Die Nominierung (Running Mates)
- 2002: Stephen Kings Haus der Verdammnis (Stephen King’s Rose Red)
- 2002–2004: Becker (Fernsehserie, 38 Folgen)
- 2005: Eine für 4 (The Sisterhood of the Travelling Pants)
- 2007: Der Jane Austen Club (The Jane Austen Book Club)
- 2007: Sally
- 2009: Numbers – Die Logik des Verbrechens (Fernsehserie, Folge 5x17)
- 2010: Desperate Housewives (Fernsehserie, Folgen 7x07–7x08)
- 2011: Hart of Dixie (Fernsehserie, Folgen 1x01–1x02)
- 2011: Grey’s Anatomy (Fernsehserie, Folge 7x16)
- 2011: How I Met Your Mother (Fernsehserie, Folge 6x19)
- 2011–2021: Last Man Standing (Fernsehserie, 194 Folgen)
- 2014: Squatters
- 2015: The Submarine Kid
- 2017: Bernard and Huey
- 2017–2018: Mr. Mercedes (Fernsehserie, 9 Folgen)
- 2018: The Ranch (Fernsehserie, Folge 3x07)
- 2018–2019: The Kominsky Method (Fernsehserie, 15 Folgen)
- 2019: Married Young
- 2023: Law & Order: Special Victims Unit (Fernsehserie, Folge 24x15)
- 2023: Ride (Fernsehserie)
- 2024: Ordinary Angels
- 2025: Sovereign